# 빌라왈 부토 자르다리
빌라왈 부토 자르다리(우르두어: بلاول بھٹو زرداری, 신드어: بلاول ڀٽو زرداري, 영어: Bilawal Bhutto Zardari, 1988년 9월 21일~)는 2022년 4월 27일부터 제37대 외무장관으로 재직하고 있는 파키스탄의 정치인이자 파키스탄 인민당 당수이다. 그는 파키스탄 전 총리 베나지르 부토와 파키스탄 전 대통령 아시프 알리 자르다리의 아들이다. 빌라왈은 2018년 8월 13일 파키스탄 국회의원이 되었다.

## 어린 시절 및 교육

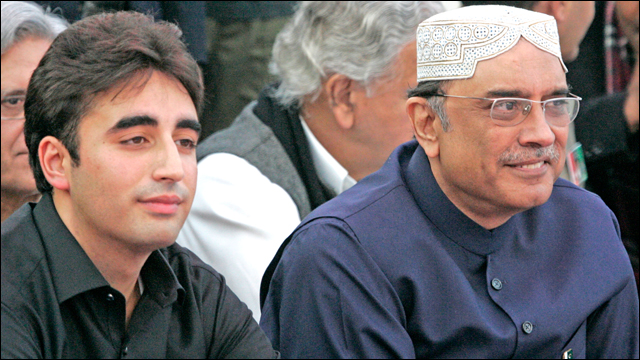
빌라왈 부토 자르다리와 그의 아버지 아시프 알리 자르다리

빌라왈 부토 자르다리는 1988년 9월 21일 신드주 카라치의 레이디 더퍼린 병원에서 파키스탄의 전 총리 베나지르 부토와 그녀의 남편 아시프 알리 자르다리 사이에서 태어났다. 그는 파키스탄 전 대통령 줄피카르 알리 부토과 그의 아내 누스라트 부토의 외손자이다. 그의 친할아버지 하킴 알리 자르다리는 정치인이었고 파키스탄 국회의원이었다. 어머니 쪽에서는 정치인 무르타자 부토와 샤흐나와즈 부토의 조카이고, 아버지 쪽에서는 고모가 정치인 아즈라 피초호와 파랄 탈푸르이다. 정치인 긴와 부토는 그의 고모이며, 시인 파티마 부토는 그의 사촌이다. 그는 외가쪽은 신드인 혈통이고, 친가쪽은 발루치족 혈통이다.
조기 교육을 위해 빌라왈은 카라치의 카라치 문법학교와 이슬라마바드에 있는 프뢰벨 국제학교에 다녔고 1999년 어머니와 함께 두바이로 망명했다. 두바이에서, 그는 라시드 소년 학교에 다녔다. 더 많은 공부를 위해, 그는 어머니와 할아버지의 발자취를 따라 옥스퍼드 대학교에 지원했고, 그곳에서 그는 크라이스트 처치에서 현대사와 정치학을 읽는 데 합격했고, 2012년에 예술학 학사 학위를 받았다(나중에 연공서열에 의해 예술학 석사 학위를 받았다).

## 경력

### 파키스탄 인민당 위원장
2007년 12월 30일 19세의 나이로 파키스탄 인민당 위원장에 임명되었다. 이 자리에서 그는 순교한 어머니를 떠올리며 "우리 어머니는 항상 민주주의가 최고의 복수라고 말씀하셨다"고 말했다.

### 국회의원
2018년 8월 13일 파키스탄 국회의원이 되었다. 언론인, 정치인, 파키스탄 국민들은 빌라왈이 의회에서 처녀 연설을 한 후 그를 칭찬했다. 그는 연설에서 임란 칸에게 재임 기간 동안 부패 척결, 물 위기 해결, 일자리 1천만 개, 주택 5백만 개를 국민에게 제공하겠다는 약속을 이행해 줄 것을 요청했다. 연설에서 빌라왈은 임란 칸을 위해 'PM 셀렉트'라는 용어를 만들었다. 그는 또한 임란 칸이 그의 당의 총리일 뿐만 아니라 그가 총리가 되기 전에 '당나귀'와 '살아있는 시체'라고 불렀던 파키스탄 국민들의 총리라고 말했다.

### 인권위원회
2019년 3월 5일 국회 인권 상임위원회 위원장으로 무반대 당선되었다. 2019년 4월 18일 첫 회의에서 위원회는 2018년 장애인의 ICT 권리 법안과 2018년 여성 지위(개정) 법안 국가위원회가 발의한 법안을 심의했다.

## 정치적 행동

### 표현의 자유
민주주의의 독실한 옹호자인 빌라왈은 검열을 반복적으로 비난하고 언론의 자유를 제한하는 어떤 형태도 독재 정권 하에서 사는 것에 비유했다. 그는 세계 언론 자유의 날에 카라치 언론 클럽에서 연설을 했는데, 그는 "미신고 검열이 파키스탄의 표현의 자유를 억압하고 있으며 언론인들은 국가와 비국가 행위자들로부터 위협을 받고 있다"고 말했다. 그는 언론인과 언론인은 표현의 자유가 억압될 때 가장 큰 고통을 받는다. 생명권 다음으로 가장 중요한 권리는 표현의 권리와 결사의 자유이다. 다른 모든 권리는 생명권 없이는 발성조차 할 수 없기 때문이다.
그는 연설 도중 2016년 전자범죄 방지법을 비판하고 반대 의견을 억누르기 위해 잘못 적용되었다고 진술하기도 했다.

### 테러리즘
2018년 2월 18일, 빌라왈은 워싱턴 D.C.에서 연설을 하면서 파키스탄에서 테러가 증가하고 있으며 민주주의는 극단주의를 이길 수 있지만, 가장 큰 싸움은 이념이라고 말했다. "그 싸움은 현대와 극단주의 사이에 있다."
빌라왈은 또한 국가의 민주주의와 평화에 대한 저항으로 간주되는 국가 행동 계획의 실행에 대한 정부의 저항을 거듭 비판했다. 그는 또한 세 명의 연방 장관들이 금지된 무장 단체와 관련이 있다고 비난하고 있는 것에 대해 해임할 것을 요구했다. 2019년 3월 7일, 지방의회 회의에서 빌라왈은 "국가 행동 계획의 시행과 극단주의 조직과의 연관성에 대한 세 명의 연방 장관 모두의 해임을 위한 의회 공동 위원회를 요구합니다. 우리의 요구가 받아들여지지 않는다면, 우리는 더 이상 정부를 지지하지 않을 것입니다."

## 차량 행렬 사고
2018년 7월 1일, 그의 차량 행렬은 100명의 성난 시민들에 의해 리야리에서 돌에 맞아 2명이 부상을 입었다.